# Олехов, Михаил Васильевич
Михаил Васильевич Олехов (21 ноября 1911, Большое Залесье, Архангельская губерния — 26 ноября 1985) — советский рабочий. Герой Социалистического Труда (1966).

## Биография
Михаил Олехов родился 21 ноября 1911 года в деревне Большое Залесье Холмогорского уезда Архангельской губернии (сейчас Холмогорского района Архангельской области).
В 1930 году прибыл в Архангельск, где стал работать на лесозаводе имени В. И. Ленина (позже — Архангельский лесопильно-деревообрабатывающий комбинат имени В. И. Ленина). Начинал трудиться разнорабочим, постепенно дойдя до подрамщика. Работал под началом ветеранов завода А. Ф. Истомина и В. В. Шумилова. 15 октября 1933 года получил квалификацию рамщика. Постепенно стал мастеровитым лесопильщиком, полностью обслуживающим свой агрегат.
Постоянно был среди передовиков лесозавода. Во время Великой Отечественной войны неоднократно побеждал во Всесоюзном соцсоревновании. Проработал на предприятии свыше 40 лет.
17 сентября 1966 года Указом Президиума Верховного Совета СССР за выдающиеся успехи в выполнении семилетнего плана развития лесной и деревообрабатывающей промышленности получил звание Героя Социалистического Труда с вручением ордена Ленина и золотой медали «Серп и Молот».
Член КПСС с 1943 года. Был членом Архангельского горкома и Ломоносовского райкома КПСС.
Выйдя на пенсию, жил в Архангельске.
Умер 26 ноября 1985 года. Похоронен на Жаровихинском кладбище Архангельска.
Награждён орденами Ленина (17 сентября 1966), Трудового Красного Знамени (5 октября 1957), медалями, знаком «Отличник социалистического соревнования». Носил почётное звание «Лучший рамщик страны».